# St. Marys, Iowa
St. Marys är en ort i Warren County i delstaten Iowa, USA.